# Mapania pubisquama
Mapania pubisquama är en halvgräsart som beskrevs av Henri Chermezon. Mapania pubisquama ingår i släktet Mapania och familjen halvgräs. Inga underarter finns listade i Catalogue of Life.